# Weberstedt
Weberstedt là một đô thị thuộc huyện Unstrut-Hainich trong bang Thüringen, Đức. Đô thị này có diện tích 18,31 km².